# 테이 호수의 뱃노래
테이 호수의 뱃노래(영어: Loch Tay Boat Song, 스코틀랜드 게일어: Iorram Loch Tatha)은 스코틀랜드의 고전 포크송이다. 스카이의 뱃노래를 지은 해럴드 불턴 경(1859~1935)이 가사를 지었고, 가락은 전통 가락이다. 테이 호수와 호숫가에 있는 벤 로어스 산(Ben Lawers)을 배경으로 하고 있다. 화자는 남성 화자이며, 테이 호수로 배를 저어 나가면서 사랑하는 여성을 그리워하고 있다. 시간적 배경은 늦은 오후, 일몰 무렵이다. 일몰이라는 하강 이미지와 석양이 주는 애상적인 느낌이 시의 분위기를 형성하고 있다.